# 門倉健
門倉 健（かどくら けん、1973年7月29日 - ）は、埼玉県入間市出身の元プロ野球選手（投手）・元コーチ、野球解説者。愛称は「カド」「アゴクラ」。

## 経歴

### プロ入り前
入間市立藤沢東小学校・入間市立藤沢中学校出身。中学時代から、中学3年生にして身長190 cmに達して長身投手として注目される存在であった。子供の頃は原辰徳のファンだった。
高校は県内の聖望学園高校に進学し、野球部のエースとして頭角を表す。城石憲之が主将の春日部共栄高校に対して相性が悪く、高校3年生時の1991年には春季大会、春季関東大会、全国高等学校野球選手権埼玉大会のいずれも、決勝戦で城石にも本塁打を打たれるなど1-3で春日部共栄に敗れ、甲子園出場はなし。同年のドラフト会議では指名候補として名前が挙がっていたが、指名を受けることはなかった。
1992年、東北福祉大学に進学し、硬式野球部に所属（同級生に福本亜細亜）。大学時代には球速147 km/hを記録したことがあり、佐々木主浩や斎藤隆（いずれも当時は横浜ベイスターズ所属）を育てた伊藤義博監督からは、「斎藤の学生時代よりはいい。もうちょっと内角を攻められればいい」と評されていた。3年からはエースで和田一浩とバッテリーを組み、4年時は大学選手権で1年生の上原浩治と投げ合って勝利するなど準優勝の原動力となり1995年ドラフトの注目選手となる。3年春から4季連続ベストナイン。また、日米大学野球や1995年夏季ユニバーシアードの代表にも選出された。
1995年度ドラフト会議前にセントラル・リーグ（セ・リーグ）の中日ドラゴンズを逆指名し、会議当日の11月22日に中日から2位指名を受け、本格派投手として期待を受けながら入団。同年11月30日に契約金1億円+出来高払い5000万円、年俸1200万円で中日と契約した。同期入団には荒木雅博・渡邉博幸・益田大介らがいる。益田とは後に大阪近鉄でも共にプレーしている。星野仙一監督は同年の新人選手たちをじっくり育てる方針だったが、門倉はオールスター明けごろに一軍入りすることを目標にしていた。

### 中日時代
プロ1年目の1996年シーズンは開幕二軍スタート。シーズン当初は二軍（ウエスタン・リーグ）で3連敗を喫し、「これではプロでは通用しない」と落胆したが、森中千香良二軍投手コーチから「とにかく低めへ投げ続けろ。フォークが落ちれば上（一軍）でも通用する」というアドバイスを受け、その教えに従って投げ続けていたところ、好投できるようになった。7月に一軍に昇格、7月26日の対ヤクルトスワローズ戦でプロ初登板し、2日後の同カードでプロ初勝利。8月2日の対読売ジャイアンツ（巨人）戦でプロ初先発し完封勝利。10月1日の対広島東洋カープ戦で初の無四球完投勝利。10月6日のナゴヤ球場最後の公式戦となった対巨人戦でも先発する。最終的に、この年はオールスター明けのシーズン後半だけで、14試合に登板（うち11先発）して72回1/3を投げ、7勝3敗・防御率3.11、3完投（1完封）、65奪三振を記録した。しかし、シーズン終了後に右肘の炎症が判明し、秋季キャンプでは投球できなかった。その間、走り込みによる下半身の強化を徹底的に行なった。
1997年の開幕前には、「打倒巨人」と、速球に磨きをかけることを目標に掲げ、小松辰雄投手コーチからは野口茂樹とともに「10から15勝（は計算できる）」と期待を掛けられていた。同年はチームの投手陣が山本昌や宣銅烈を除いて低迷する中、153回2/3イニングを投げて2桁勝利（10勝）を挙げたが、投球は不安定で、12敗を記録。また、チームでは最多となる20盗塁を許した。同年オフから翌1998年の開幕前にかけては、宮田征典投手コーチからのアドバイスを受け、長身を生かして相手に威圧感を与えつつ、球威もアップさせることを目的に、フォーム改造（グラブを高く掲げて重心を後ろに残し、前のめりにならないようにするフォーム）と、低めへの制球力改善に取り組んだ。
1998年シーズンはフォームに悩み続けたが、それが固まってくると安定して勝てるようになり、26試合（160イニング）を投げ、2年連続2桁勝利となる10勝9敗・防御率3.40を記録。このうち、阪神タイガース相手に4勝、ヤクルト相手に3勝を挙げた一方、巨人戦では0勝2敗に終わった。また、対戦チーム別防御率は対広島戦で2.78、対阪神戦では2.39を記録した一方、対横浜戦では4.50、対巨人戦では5.56、対ヤクルト戦では4.00だった。同年オフ、パ・リーグ最多勝投手の武田一浩（前福岡ダイエーホークス）がFA権を行使して中日に加入し、彼と右のエースの座を争うこととなった。1999年の開幕前には、山本昌・野口・武田・川上憲伸とともに5人で先発ローテーションを担うことを期待され、春季キャンプでは、多くの球数を投げていた武田に触発される形で、自身も山本昌や野口とともに多くの球数を投げ込むなど、ハイペースで調整していた。
しかし毎日150 - 200球を投げ込んでいた武田を意識して飛ばしすぎたことや、キャンプ中に肘が下がり気味だった従来の投球フォームを矯正するため、肘を高く上げて腕を振ることを繰り返していたところ、右肘を痛め、一時は一軍を離れた。さらにオープン戦では、右腕に肉離れを起こし、それ以降は持ち味の豪快さが鳴りを潜めた。結局、同年は開幕に間に合わなかったが、同年4月25日のウ・リーグ対広島戦（由宇球場）を134球で完投するなど、復調したことから、同年5月4日の対広島戦（広島市民球場）で一軍ベンチ入り。しかし、初勝利は8試合目の登板となった同年6月16日の対ヤクルト13回戦（ナゴヤドーム）まで遅れた。同年8月4日の対阪神18回戦（香川県営野球場）では、同シーズン7回目の先発登板機会を与えられ、（先発としては同年唯一の勝利となる）2勝目を挙げたが、以降は勝ち星を挙げられず、シーズン2勝4敗の成績に終わる。同年の日本シリーズでは登板機会はなかった。シーズン終了後、小池秀郎・佐野重樹・善村一仁との3対3の交換トレードで古池拓一・東瀬耕太郎と共にパシフィック・リーグ（パ・リーグ）の大阪近鉄バファローズへ移籍することとなり、同年11月15日に正式にトレードが成立した。このトレードは梨田昌孝新監督のもとで先発投手の補強を狙っていた近鉄と、サムソン・リーの退団を受けて左投手の補強を進めていた中日の思惑がそれぞれ一致したことによるものだった。門倉本人は移籍後、トレードが発表される前に武田から「お前、パ・リーグのほうが通用するんじゃないか」と言われていたと回顧しており、本人を取材した稲崎航一も細かい制球力や投球術には難がある一方、本人の「力と力の勝負の方が好き」という言葉から、パ・リーグの方が彼の性に合うだろうと評していた。

### 近鉄時代
近鉄移籍後の1999年秋季キャンプでは、新しい球種としてシンカーを習得。移籍初年度の2000年春季キャンプでは、球団が設定した「体脂肪率15％以下」というキャンプ参加基準をクリアできず、走り込みのペナルティを課されたが、チーム最多となる2,000球近い投げ込みで体を絞った。同年は中日時代に2年連続で2桁勝利を挙げた実績や、髙村祐・赤堀元之が故障で出遅れ、先発投手の絶対数が不足していた投手陣事情から、エース格としての働きを求められた。シーズン開幕直後はリリーフスタートだったが、すぐに先発ローテーションの再編を受け、初先発となった4月13日の対日本ハム3回戦では7回1失点で移籍後初勝利を記録。そのまま先発ローテーションの一角を担いそうであったが不調で2か月登録抹消、後半戦の8月に復帰したが復帰前から通算4連敗を記録。復帰後は打線の援護が全くなく（3試合連続完封負け）、8月19日の対オリックス20回戦で移籍後完封勝利で自身の連敗を止める。9月には3勝1敗と自身の好調と打線と噛み合い出し、通算では7勝9敗の成績となった。
翌2001年シーズンは自身初の開幕投手を務めるものの、開幕戦では初回にいきなり5失点を喫する等、3被本塁打6失点の大乱調で2回途中で降板した。しかし、この試合で味方打線の猛反撃で乱打戦の末にチームは白星を挙げたように、チームは打線の奮起で勝利を挙げる試合が多く、結果的にパ・リーグ優勝を果たした。門倉自身は先発ローテーションの一角を担い、チーム3位の8勝5敗の成績を収めた。イニング数もチーム2位（右腕ではトップ）で奪三振数もトップだったものの、防御率は6.49、被本塁打はリーグワーストの27本とチームの投壊に足並みを揃えてしまう内容で、同年の日本シリーズではまたも登板機会が得られなかった。
2002年は自身初の未勝利に終わった。
2003年シーズンは抑えに転向したが、腰を痛めて二軍（ウエスタン・リーグ）スタートとなり、後に一軍昇格するも、若手投手の台頭の影響から先発ローテーションの谷間としての起用がメインとなった。最終的には6勝を挙げたが、近鉄時代の4年間の通算成績は21勝22敗で、近鉄時代は一度も規定投球回には到達できず、首脳陣の信頼を勝ち取りきれなかった。一方で未勝利に終わった前年から復調の兆しも見られると評されていた。本人は近鉄時代の4年間を「不完全燃焼だった」と語っている。

### 横浜時代
2003年のシーズンオフ（10月17日）には福盛和男・矢野英司との2対2の交換トレードで、宇高伸次と共に近鉄から横浜ベイスターズへ移籍することが発表された。このトレードは先発投手の強化を図っていた横浜と、右投げの中継ぎ投手を補強しようとしていた近鉄の思惑が一致したことによるもので、門倉は同年オフの横浜の補強（10月26日時点）では唯一、実績を伴った新戦力として、首脳陣から高い期待をかけられていた。背番号は24。
2004年6月23日の対ヤクルト戦で移籍後初勝利。同時にプロ入り初本塁打を打っている。しかし先発投手としては1勝4敗で結果は出なかった。後半戦から中継ぎに回っていたが8月にストッパーの佐々木主浩が離脱したため投手コーチの小谷正勝の意向で抑え投手も経験。同点の場面でのリリーフ登板で3敗したが、セーブ機会の登板での救援失敗による敗戦は一度だけだった。後半だけで10セーブを記録した。
2005年8月20日の対中日戦で勝利投手となり、史上4人目の「全球団勝利」を達成（ただし、達成時点に現存していた全球団のことであり、自身が在籍した近鉄からは勝利を挙げていない）。この年監督に就任した牛島和彦から「10センチ足を高く上げてみろ。」言われたことで上手く間ができ7年ぶりに規定投球回をクリアし自己最多となる11勝を挙げ、最終戦に中2日で登板させる牛島の計らいもあり同僚の三浦大輔と同数でリーグ最多の177奪三振を記録して最多奪三振のタイトルを獲得した。
2006年シーズンは、前年に比べると不安定な投球で防御率4.84、不調のため一時は中継ぎで調整するなど、満足のいく内容ではなかったものの、牛島が辛抱強く先発で起用し、前年に続き規定投球回に到達し10勝を挙げ2年連続2桁勝利を記録。投球内容は今ひとつの年であったが、先発の一角としての2桁勝利、チーム最多勝、何よりフリーエージェント (FA) 権の行使を理由として複数年契約と年俸の微増を主張。しかし、球団側は条件を挙げることに応じず、12月2日までには門倉との残留交渉を打ち切り、「せいぜいあと2年で終わる投手。10勝しても10敗するピッチャーはいらない。誰か（門倉の）代わりに1人新しく獲ればいい」などと強硬な態度で突き放した。門倉自身は横浜球団に対しては愛着・感謝を抱いてはいたものの、思わぬ低評価には強い不満を抱いており、同月9日に埼玉県飯能市で開かれた少年野球教室では参加した子供たちに対し、冗談混じりながら「（プロに入るにしても）横浜はやめとけよ」と発言していた。
門倉によると実際「メジャー契約」と2、3球団が声をかけてくれて、クリーブランド・インディアンスとは契約寸前までいったという。そんな時、巨人の球団代表の清武英利（当時）から「2年連続2桁勝てる投手はそうはいない。メジャー?海外に出すのはもったいない。日本でやってくれ。ジャイアンツに来てくれ!」、するとその日の夜に原辰徳監督から電話で「門倉君、ぜひ我が軍の力になってくれ!」とその場で「はい」と返事をし、条件の細部を詰めるだけだったインディアンスには代理人を通じ、「申し訳ありません」と断りを入れ、巨人入りが決まったという。巨人との入団交渉に臨み、2年契約総額2億円プラス出来高払いの提示を受け、「すごく高い評価をしてくれた。気持ちはほとんど固まっている。心は一つです」と話した。12月11日、巨人への入団が正式に決定。「来季開幕カードの横浜3連戦で投げたい」と意気込んだ。なお、この移籍に伴う人的補償で工藤公康が横浜へ移籍した。

### 巨人時代
2007年シーズンは、本人の希望通り開幕第2戦に先発し、横浜ファンからブーイングされながらも7回まで無失点と好投するが援護に恵まれず最終的に8回に古木克明に決勝本塁打を打たれ敗戦投手となった。その後も先発登板するが勝利できず、5月1日に二軍へ降格。8月1日に一軍へ再昇格すると7日の阪神タイガース戦で6回1失点の好投でようやく初勝利しヒーローインタビューでは涙を流した。しかし、14日の対広島戦では打線の大量援護があったが5回に逆転されてしまい4回0/3を7失点でKOされて敗戦投手となり、翌日二軍へ降格。9月17日に一軍再昇格後はリリーフとなったが、9月18日の阪神タイガースとの天王山といえる試合で敗戦投手となった。この年は12試合で1勝5敗、防御率5.97と期待を裏切った。クライマックスシリーズでは中継ぎ投手として2試合に登板、自身のポストシーズン初出場となった。
2008年シーズンの開幕は二軍で迎え、4月下旬にリリーフ投手として一軍へ昇格。11試合に登板し2ホールドを記録する。しかし最終回に3度登板し3度とも失点、そのうち2回は同点の場面で登板し、2敗を記録した。5月17日の対広島戦の延長10回、栗原健太に決勝本塁打を打たれ敗戦投手となり二軍へ降格。6月以降は二軍の先発投手として登板したがその後の一軍昇格はなかった。シーズンでは11試合の登板で6年ぶりに未勝利に終わった。そしてリーグ優勝の胴上げの輪には加わったがクライマックスシリーズでの登板はなく、日本シリーズの出場資格者にも選出されなかった。シーズン終了後、巨人が減額制限の25%を超える大幅減の金額を提示し契約更改交渉が決裂。本人が出場機会を求めたこともあり、自由契約となる。結局巨人では2年間でわずか1勝だった。
同年12月23日には、同じく巨人から自由契約となった野口茂樹（中日時代も同僚だった）とともに、シカゴ・カブスのトライアウトを受けた。

### カブス傘下時代
2009年1月20日、トライアウトに合格し、シカゴ・カブスとマイナー契約を結んだことが発表され、春季キャンプの招待選手にも選ばれた。オープン戦では6試合で3失点と好投を見せるも、3月18日にマイナー行きを通告される。開幕直前の4月2日にはカブスから戦力外通告を受けた。

### 韓国時代

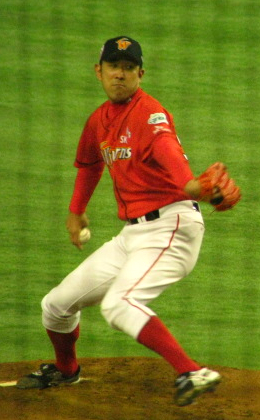
SK時代の門倉（2010年、東京ドーム）

同年4月14日、解雇されたマイク・ジョンソンの代役の外国人選手として、韓国野球委員会（KBO）のSKワイバーンズと契約したことが発表された。4月18日の対ハンファ・イーグルス戦で、2番手として初登板。その後、先発ローテーションの一角として28試合に登板し、8勝を挙げた。ポストシーズンでの好投もあり、再契約した。日本シリーズでの登板はない門倉は、起亜との韓国シリーズ第1戦、第5戦に先発登板し、第7戦でもリリーフ登板したが、勝利投手にはなれなかった。
2010年3月27日のハンファ戦で、近鉄時代の2001年以来9年ぶりとなる開幕投手として登板し、7回を8安打2失点に抑え勝利を挙げる。5月4日の対ネクセン戦で好投し、無傷の開幕7連勝。チーム16連勝の立役者となった。7月17日の対起亜戦で10勝目を挙げた。同年は日本プロ野球時代を通しても自己最多となる14勝（防御率は3位）を記録し、SKの公式戦優勝に貢献した。韓国シリーズ優勝後は11月5日の韓国・台湾クラブチャンピオンシップ第2戦で登板し7回無失点で勝利投手になったが、11月13日の日韓クラブチャンピオンシップでは3回途中3失点で降板し敗戦投手になった。その後日本国内の病院で診察した結果、以前より傷めていた膝の手術が避けられないとされたため、球団側は再契約しないことを決定し、12月19日に退団となった。
2011年1月25日、故障により契約破棄となった金村暁の代役として、前年より中日時代のチームメイトだった落合英二が投手コーチを務めるサムスン・ライオンズと契約を結んだ。同年5月18日、大邱市民運動場野球場でのネクセン・ヒーローズ戦で完封勝利を収め、日韓プロ通算100勝を達成した。だが6月以降急激に成績を落とし、7月17日には二軍へ降格すると、7月21日にウェイバー公示され退団となった。

### クラブチーム時代
2012年1月、日本プロ野球復帰を目指し東北楽天ゴールデンイーグルスのテストを受験したが不合格だった。2月には日本ハムの春季キャンプに参加し入団テストを受けたが、またも不合格となった。同年4月、北海道伊達市のクラブチーム・伊達聖ヶ丘病院硬式野球部に入団し、北海道地区予選から都市対抗野球大会出場を目指すことにした。同年5月25日、岩見沢市営野球場で行われた都市対抗野球北海道1次予選1回戦・小樽野球協会戦で先発し、7回参考ながら完全試合を達成した。その後の試合で連敗し北海道地区予選敗退となったものの、門倉本人はJR北海道の補強選手として都市対抗野球に出場することになった。7月15日、東京ドームでの都市対抗野球1回戦・トヨタ戦で、JR北海道の3番手として7回裏から登板したが、2-2の同点の場面で坂田篤彦に決勝2ランを打たれ敗戦投手となった。
2012年11月21日、ファイターズ鎌ケ谷スタジアム（千葉県鎌ケ谷市）での2012年第2回プロ野球合同トライアウトに出場した。しかしオファーがなく、12月末現役を引退する意思を固めたと報じられ、翌2013年1月初め、現役引退が正式に発表された。同年1月6日には埼玉県飯能市の聖望学園高等学校野球部グラウンドにて、同校OB選手同士により引退試合を行った。

### 引退後
2013年より、2011年に在籍していたサムスン・ライオンズで投手インストラクターを務めることになった。3月末の公式戦開幕後は、一軍の試合にもベンチ入りしていることもあった。リック・バンデンハークを指導し制球難の原因だったインステップを矯正し、サムスン2年間で通算20勝13敗、メジャー通算の与四球率は4.70だったが与四球率は2.82と大きく改善した。2015年よりサムスン・ライオンズの一軍ブルペンコーチとなった。韓国プロ野球に在籍していた外国人選手が一軍コーチに就任したのは初の事例だったが、同年限りで退団した。
2016年からはTOKYO MXの副音声ゲスト解説など解説者としても活動し、日本各地での野球教室に参加している。2017年からは関西テレビ・横浜DeNAのOBとしてTBSチャンネル(いずれも本数契約)にも解説者として出演。
2019年シーズンより、古巣である中日の二軍投手コーチとして現場復帰。

#### 失踪騒動
2021年シーズン開幕後の5月15日の練習から無断欠席し、以降、音信不通になったことで、翌日には家族から愛知県警察に門倉の捜索願が出された。その後、門倉による直筆と見られる退団届（退団日は15日）が横浜市・20日の消印で球団に郵送され、家族に筆跡を確認した上で球団は26日付で受理した。球団代表の加藤宏幸は「無断で練習に来なかったことを球団として重く受け止めている」と受理に至った経緯をコメントしている。
同年6月2日、横浜市内の公園で野宿しているところを発見されたとFRIDAYなど一部週刊誌やスポーツ紙が報じた。後日、妻が門倉のブログを更新し、報道は事実ではなく、この時点でも無事を確認できていないとコメントしている。6月7日に妻がブログを更新し、前日6日夜に帰宅し、治療を要する状態であったため翌日受診したところ鬱病と診断されていたことが判明した。その後も同月19日に再び失踪するも21日に帰宅、23日に再々失踪するなど失踪と帰宅を繰り返していると週刊文春に報じられた。
同年7月28日、ファンと中日ドラゴンズ関係者向けに門倉本人が謝罪する動画を、自身のYouTubeチャンネルを通して配信した。その後8月4日現在は北陸地方の海の家に勤務していることを週刊文春の取材で明かしている。
同年11月28日、近畿地方にて少年野球大会の始球式で公に姿を見せていたことが報じられ、選手達に野球指導を行ったこと、球界復帰の希望を語っていたことが明らかとなっている。
2022年10月7日、東スポによると前年12月から実家のある埼玉県内にて運送会社に就職した。2023年からは並行して東京スポーツ野球評論家として表舞台に出る旨の決意表明が報じられた。
2023年4月現在、上述の運送会社が倒産したため新たな職場で働いている。

## 選手としての特徴
中日時代の1998年は、速球を軸にフォークボール、スライダーを投げ、極稀にカーブも投げていた。1999年には、多くの評論家から「球にキレとスピードがあり、打ち崩すことが難しい投手」と評されていた。
江川卓・二宮清純 (1999) では、スピード（球速）が5段階評価の4.5、コントロール（制球力）とテクニック（技術）がそれぞれ3の評価で、「長身から投げ下ろす角度のあるストレートと、鋭く落差のあるフォークが持ち味で、コントロールも悪くないが、好投していても大事な場面で痛打を浴びるケースが多い。これは精神的な弱さか、フォームの変えすぎに起因するものだろう」と評されていた。
門倉本人は2011年に「力対力で、やや大雑把なパ・リーグは僕には合っていた気がする」と回顧している。

## 人物
アゴの長い顔が特徴で、ニックネームは「アゴ倉」「モアイ」、近鉄時代にはチームメイトから「ショベルカー」と呼ばれ、「アゴの長さでは現役一」を自称。アゴに関するエピソードが多数ある。
アントニオ猪木のようにアゴが長いことから、テーマソングを「炎のファイター」にし、お立ち台で猪木の物真似で「1!2!3!ダァ～!」」をしていた。2010年の韓国オールスター戦に出場した際に、アゴが特徴の他チームの選手2人と並んで「アゴ三兄弟」と称された。さらにはかつての中日時代のチームメイトで現在も親交があるサムスン・ライオンズ監督（当時）の宣銅烈から「アゴ、まだ若いなあ」と日本語で声を掛けられた。韓国では「亜蔵」というニックネームがつけられている。
2008年から埼玉県八潮市で地元小学生チームによる「門倉健杯争奪少年野球大会」を主催。大会開催に併せて自ら投球を披露するなど、少年野球や選手の育成に寄与している。
妻と共に「大の動物好き」を公言しており、殺処分寸前の犬を保護するなど愛護活動に尽力している。動物愛護活動を行う一般社団法人「エシカルK」の代表を妻と共に務めている。活動の一例として2021年1月、11年間虐待を受けていた犬を保護して「ポン太」と名付け、その犬は門倉家で幸せな毎日を暮らしていたが、通院治療が必要となり、犬猫のためのシェルターで暮らしている。
大学時代にバッテリーを組んでいた和田一浩の人柄と実力を何よりも認めていた。それだけに和田が大卒で指名がなかったことに非常に驚いたという。

## 詳細情報

### 年度別投手成績
| 年 度     | 球 団     | 登 板 | 先 発 | 完 投 | 完 封 | 無 四 球 | 勝 利 | 敗 戦 | セ 丨 ブ | ホ 丨 ル ド | 勝 率 | 打 者 | 投 球 回 | 被 安 打 | 被 本 塁 打 | 与 四 球 | 敬 遠 | 与 死 球 | 奪 三 振 | 暴 投 | ボ 丨 ク | 失 点 | 自 責 点 | 防 御 率 | W H I P |
| --------- | --------- | ----- | ----- | ----- | ----- | -------- | ----- | ----- | -------- | ----------- | ----- | ----- | -------- | -------- | ----------- | -------- | ----- | -------- | -------- | ----- | -------- | ----- | -------- | -------- | ------- |
| 1996      | 中日      | 14    | 11    | 3     | 1     | 1        | 7     | 3     | 0        | --          | .700  | 302   | 72.1     | 63       | 6           | 30       | 1     | 0        | 65       | 3     | 0        | 27    | 25       | 3.11     | 1.29    |
| 1997      | 中日      | 34    | 26    | 2     | 0     | 0        | 10    | 12    | 0        | --          | .455  | 747   | 160.0    | 173      | 13          | 96       | 4     | 10       | 143      | 4     | 1        | 95    | 84       | 4.73     | 1.68    |
| 1998      | 中日      | 26    | 25    | 3     | 2     | 0        | 10    | 9     | 0        | --          | .526  | 651   | 153.2    | 133      | 10          | 66       | 0     | 9        | 115      | 9     | 0        | 60    | 58       | 3.40     | 1.30    |
| 1999      | 中日      | 15    | 8     | 0     | 0     | 0        | 2     | 4     | 0        | --          | .333  | 227   | 49.0     | 61       | 7           | 18       | 2     | 2        | 38       | 3     | 0        | 33    | 31       | 5.69     | 1.61    |
| 2000      | 近鉄      | 23    | 18    | 4     | 1     | 0        | 7     | 9     | 0        | --          | .438  | 501   | 117.1    | 108      | 13          | 46       | 0     | 4        | 109      | 2     | 0        | 54    | 51       | 3.91     | 1.31    |
| 2001      | 近鉄      | 32    | 21    | 0     | 0     | 0        | 8     | 5     | 0        | --          | .615  | 552   | 123.1    | 136      | 27          | 51       | 1     | 0        | 122      | 4     | 0        | 92    | 89       | 6.49     | 1.52    |
| 2002      | 近鉄      | 16    | 1     | 0     | 0     | 0        | 0     | 4     | 0        | --          | .000  | 124   | 29.1     | 25       | 4           | 12       | 3     | 0        | 32       | 0     | 0        | 12    | 12       | 3.68     | 1.26    |
| 2003      | 近鉄      | 20    | 16    | 0     | 0     | 0        | 6     | 4     | 0        | --          | .600  | 432   | 98.1     | 102      | 12          | 44       | 3     | 5        | 103      | 5     | 0        | 47    | 46       | 4.21     | 1.48    |
| 2004      | 横浜      | 42    | 7     | 0     | 0     | 0        | 4     | 8     | 10       | --          | .333  | 336   | 76.1     | 84       | 16          | 26       | 3     | 3        | 86       | 7     | 0        | 42    | 39       | 4.60     | 1.44    |
| 2005      | 横浜      | 29    | 27    | 4     | 1     | 1        | 11    | 8     | 0        | 0           | .579  | 832   | 197.2    | 175      | 19          | 76       | 1     | 6        | 177      | 6     | 0        | 80    | 74       | 3.37     | 1.27    |
| 2006      | 横浜      | 28    | 25    | 2     | 0     | 0        | 10    | 9     | 0        | 0           | .526  | 691   | 154.1    | 187      | 19          | 51       | 0     | 3        | 114      | 1     | 0        | 90    | 83       | 4.84     | 1.54    |
| 2007      | 巨人      | 12    | 5     | 0     | 0     | 0        | 1     | 5     | 0        | 0           | .167  | 144   | 31.2     | 36       | 7           | 14       | 2     | 0        | 26       | 2     | 1        | 21    | 21       | 5.97     | 1.58    |
| 2008      | 巨人      | 11    | 0     | 0     | 0     | 0        | 0     | 2     | 0        | 2           | .000  | 56    | 12.2     | 13       | 2           | 6        | 0     | 0        | 16       | 0     | 0        | 5     | 5        | 3.55     | 1.50    |
| 2009      | SK        | 28    | 23    | 0     | 0     | 0        | 8     | 4     | 0        | 1           | .667  | 564   | 126.0    | 141      | 19          | 53       | 0     | 7        | 98       | 2     | 0        | 78    | 70       | 5.00     | 1.54    |
| 2010      | SK        | 30    | 27    | 0     | 0     | 0        | 14    | 7     | 0        | 0           | .667  | 647   | 153.2    | 146      | 14          | 52       | 2     | 6        | 143      | 11    | 0        | 65    | 55       | 3.22     | 1.29    |
| 2011      | サムスン  | 16    | 16    | 1     | 1     | 0        | 5     | 6     | 0        | 0           | .455  | 376   | 86.1     | 92       | 9           | 31       | 0     | 5        | 62       | 5     | 0        | 55    | 39       | 4.07     | 1.42    |
| NPB：13年 | NPB：13年 | 302   | 190   | 18    | 5     | 2        | 76    | 82    | 10       | 2           | .481  | 5595  | 1276.0   | 1296     | 155         | 536      | 20    | 42       | 1146     | 46    | 2        | 658   | 618      | 4.36     | 1.44    |
| KBO：3年  | KBO：3年  | 74    | 66    | 1     | 1     | 0        | 27    | 17    | 0        | 1           | .614  | 1587  | 366.0    | 379      | 42          | 136      | 2     | 18       | 303      | 18    | 0        | 198   | 164      | 4.03     | 1.41    |

- 各年度の太字はリーグ最高

### タイトル
NPB
- 最多奪三振：1回（2005年）

### 表彰
NPB
- JA全農Go・Go賞：1回（最多奪三振賞：2001年5月）

KBO
- 月間MVP：1回（2010年4月）

その他
- 元気な入間・生き生き功労賞（第5号・2006年1月26日） ※史上4人目の全球団勝利の功績から

### 記録
NPB投手記録
- 初登板：1996年7月26日、対ヤクルトスワローズ17回戦（明治神宮野球場）、5回裏に3番手で救援登板、1回無失点
- 初奪三振：同上、5回裏にヘンスリー・ミューレンから
- 初勝利：1996年7月28日、対ヤクルトスワローズ19回戦（明治神宮野球場）、5回裏に2番手で救援登板、2回無失点
- 初先発・初完投勝利・初完封勝利：1996年8月2日、対読売ジャイアンツ14回戦（ナゴヤ球場）
- 初セーブ：2004年8月15日、対読売ジャイアンツ22回戦（東京ドーム）、9回裏に5番手で救援登板・完了、1回無失点
- 初ホールド：2008年4月25日、対阪神タイガース4回戦（阪神甲子園球場）、7回裏に3番手で救援登板、1回無失点

NPB節目の記録
- 1000投球回：2005年8月9日、対読売ジャイアンツ13回戦（フルキャストスタジアム宮城）、5回裏三死目に二岡智宏を空振り三振で達成 ※史上303人目
- 1000奪三振：2006年4月12日、対東京ヤクルトスワローズ1回戦（横浜スタジアム）、1回表に青木宣親から空振り三振 ※史上118人目

NPB打撃記録
- 初安打：1996年8月8日、対広島東洋カープ18回戦（広島市民球場）、4回表に高橋建から右前安打
- 初打点：1997年5月3日、対ヤクルトスワローズ4回戦（明治神宮野球場）、4回表に吉井理人から右前適時打
- 初本塁打：2004年6月23日、対ヤクルトスワローズ12回戦（明治神宮野球場）、4回表に藤井秀悟から中越ソロ

KBO
- KBOオールスターゲーム出場：1回（2010年）

### 背番号
- 25（1996年 - 1999年）
- 23（2000年 - 2002年）
- 17（2003年）
- 24（2004年 - 2006年）
- 27（2007年 - 2008年）
- 54（2009年 - 2010年）
- 16（2011年）
- 88（2013年 - 2015年）
- 87（2019年 - 2021年）